# ۱۰۰ آهنگ داغ بیلبورد ژاپن
۱۰۰ آهنگ داغ بیلبورد ژاپن (انگلیسی: Billboard Japan Hot 100) یک جدول موسیقی در ژاپن است. این جدول موسیقی در سال ۲۰۰۸ میلادی بنیان‌گذاری شد. جدول هر چهارشنبه در بیلبورد-ژاپن.کام (زمان استاندارد ژاپن) و هر پنجشنبه در بیلبورد.کام (ساعت هماهنگ جهانی) به‌روز می‌شود.